# Harfleur
Harfleur är en stad och kommun i departementet Seine-Maritime, Frankrike, på norra sidan av Seines estuarium, 7 kilometer innanför Le Havre.
Harfleurs egentliga blomstsring inföll under slutet av medeltiden. På 1300-talet blev Harfleur huvudstaden för Karl V:s nyskapade krigsflotta. Staden beskrivs i början av 1400-talet som väl befäst. Den ägde en livlig handelsomsättning och tillverkade ett uppskattat kläde. 1415 erövrades Harfleur av Henrik V av England, och under återstoden av hundraårskriget intogs staden upprepade gånger av de stridande parterna. Genom Seines fortgående uppslamming kom Harfleur under nyare tiden att sjukna tillbaka i betydelse och övertas av Le Havre. 1926 hade kommunen 4 534 innevånare och år 2022 hade Harfleur 8 296 invånare.

## Befolkningsutveckling
Antalet invånare i kommunen Harfleur
| Referens: INSEE |